# Peder Lunde
Pour les articles homonymes, voir Lunde.
Peder Eugen Lunde (né le 25 mai 1918 à Nordstrand et mort le 26 décembre 2009 à Oslo) est un skipper norvégien. Il participe aux Jeux olympiques d'été de 1952 en participant à l'épreuve du 5,5 mètres JI et remporte la médaille d'argent de la compétition. Il meurt à l'âge de 91 ans.
Il fait partie d'une grande famille de skippers ; il est le père de Peder Lunde, Jr. (champion olympique en 1960 et vice-champion olympique en 1964), le mari de Vibeke Lunde (vice-championne olympique en 1952), le fils d'Eugen Lunde (champion olympique en 1924) et le beau-frère de Børre Falkum-Hansen (vice-champion olympique en 1952).
Il a également participé à la Whitbread Round the World Race.

## Palmarès

### Jeux olympiques
- Jeux olympiques de 1952 à Helsinki,  Finlande
  -  Médaille d'argent.